# Samuel Welles de Lavalette
Pour les articles homonymes, voir Lavalette.
Samuel Welles de Lavalette, né le 22 mars 1834 à Boston (États-Unis) et mort le 14 juillet 1892 au château de Cavalerie, à Prigonrieux (Dordogne), est un homme politique français d'origine américaine.

## Biographie
Samuel Welles est le fils du banquier Samuel Welles (1778-1841) et d'Adeline Fowle (1799-1869). Sa mère se remarie avec le marquis de La Valette, qui adopte Samuel Welles.
Il entre dans la diplomatie et devient secrétaire d'ambassade. Administrateur de la Compagnie des chemins de fer de l'Ouest, il épouse la fille d'Eugène Rouher et est naturalisé français en mai 1863.
Il est député de 1863 à 1870, siégeant dans la majorité soutenant le Second Empire.

## Sources
- Graves, Gertrude Montague. A New England Family and Their French Connections.... Boston, 1930. Lire: Internet Archive.
- « Samuel Welles de Lavalette », dans Adolphe Robert et Gaston Cougny, Dictionnaire des parlementaires français, Edgar Bourloton, 1889-1891 [détail de l’édition]